# باول بارتون
باول بارتون (9 أكتوبر 1935 بويلينغتون في نيوزيلندا - ) (بالإنجليزية: Paul Barton)‏ هو لاعب كريكت نيوزلندي. شارك مع منتخب نيوزيلندا الوطني للكريكت.

## وصلات خارجية
- باول بارتون على موقع إي آس بي آن كريك إنفو (الإنجليزية)